# Egzegeza: Księga pszczół
Egzegeza: Księga pszczół – szósty album studyjny polskiego rapera i producenta muzycznego Tau wydany 8 marca 2019 roku nakładem własnej wytwórni Bozon Records. Wydawnictwo jest albumem koncepcyjnym i opowiada historię nawrócenia rapera, które miało miejsce kilka lat wcześniej.
Album uplasował się na 18. miejscu notowania OLiS.
W 2020 roku album został wyróżniony nagrodą publiczności w plebiscycie Popkillerów w kategorii Wydanie Roku.

## Lista utworów
| Nr  | Tytuł utworu              | Tekst        | Muzyka | Długość |
| --- | ------------------------- | ------------ | ------ | ------- |
| 1.  | „Ul. Znaków Zapytania”    | P. Kowalczyk | Tau    | 3:54    |
| 2.  | „Ul. Zwierciadeł”         | P. Kowalczyk | Tau    | 3:56    |
| 3.  | „Ul. Pamięci”             | P. Kowalczyk | Tau    | 4:27    |
| 4.  | „Ul. Jądra Ciemności”     | P. Kowalczyk | Tau    | 3:59    |
| 5.  | „Ul. Zapomnienia”         | P. Kowalczyk | Tau    | 4:51    |
| 6.  | „Ul. Pierwszego Kontaktu” | P. Kowalczyk | Tau    | 4:40    |
| 7.  | „Ul. Pojednania”          | P. Kowalczyk | Tau    | 4:12    |
| 8.  | „Ul. Pogody Ducha”        | P. Kowalczyk | Tau    | 3:54    |
| 9.  | „Ul. Nowych Oczu”         | P. Kowalczyk | Tau    | 3:25    |
| 10. | „Ul. Przeciwciał”         | P. Kowalczyk | Tau    | 3:19    |
| 11. | „Ul. Smutnej Radości”     | P. Kowalczyk | Tau    | 4:29    |
| 12. | „Ul. Domu Na Skale”       | P. Kowalczyk | Tau    | 4:07    |
| 13. | „Ul. Odkrytych Prawd”     | P. Kowalczyk | Tau    | 5:25    |
| 14. | „Ul. Wielkiej Biblioteki” | P. Kowalczyk | Tau    | 5:16    |
|     |                           |              |        | 59:54   |